# Santuario del Signore della Città
Il santuario del Signore della Città è un edificio religioso di Caltanissetta. Custodisce il Cristo Nero, detto anche Signore della Città, co-patrono di Caltanissetta.

## Storia

### Prime notizie
Alcuni storici nisseni, tra cui Giovanni Mulè Bertòlo, ritengono che la chiesa fosse stata fondata nel XIV secolo, ma le prime notizie certe riguardo alla sua esistenza risalgono al 1730, quando don Giovanni Agostino Riva, nel suo Notiziario di Stato della Città, la riporta intitolata a San Nicola di Bari e assegnata a un'omonima confraternita.
La sua importanza accrebbe nel XVIII secolo, quando, a seguito della distruzione della chiesa di San Leonardo, vi venne traslato il Cristo Nero, un crocifisso ligneo in stile bizantino che, secondo la tradizione orale, fu fortuitamente ritrovato, nei primi anni del XIV secolo, da alcuni fogliamari (raccoglitori di erbe selvatiche) in una grotta ai margini della città, nell'attuale Largo Scribani. Il crocifisso, annerito dal fumo sprigionato da due candele che ardevano all'interno della grotta, divenne presto il patrono di Caltanissetta, e fu custodito nella chiesa di San Leonardo, che si trovava nei pressi del luogo di ritrovamento. La chiesa di San Nicola di Bari fu scelta per la vicinanza alla scomparsa chiesa di San Leonardo e al sito del ritrovamento, e da quel momento venne intitolata al Crocifisso per devozione popolare.
Nel 1859 la confraternita di San Nicola di Bari venne sciolta, e al suo posto Monsignor Guttadauro fondò la confraternita del Santissimo Crocifisso, formata da zolfatai.

### XIX secolo

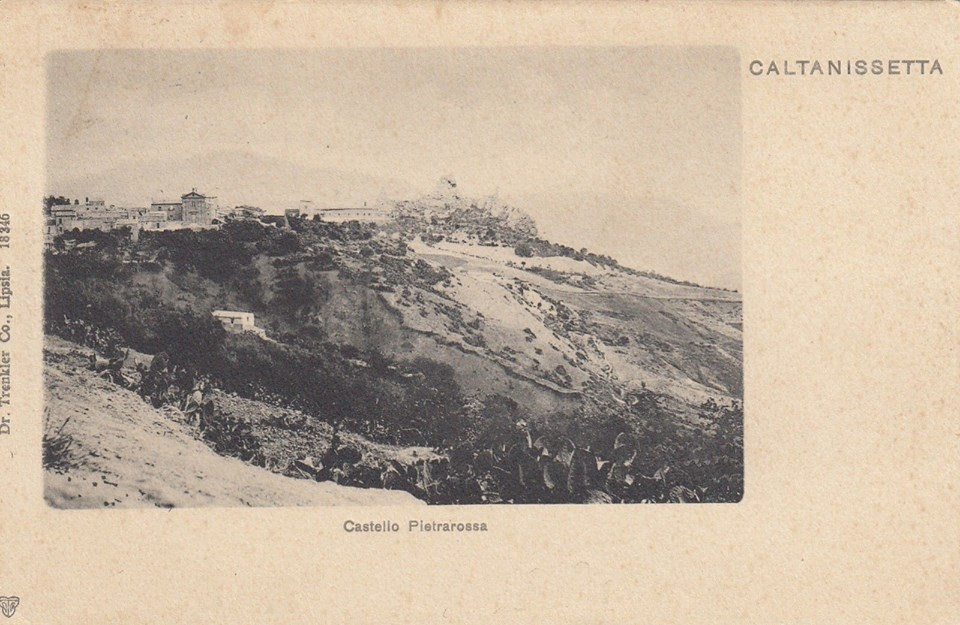
Antica cartolina panoramica di Caltanissetta. La chiesa visibile sulla sinistra è il santuario del Signore della Città.

Fino al XIX secolo la chiesa mantenne dimensioni modeste, come testimonia il portale situato in una parete laterale che un tempo rappresentava l'ingresso principale dell'edificio. Dopo il 1867, anno in cui furono soppressi gli ordini religiosi, fu eletta a cappella del vicino ospedale Vittorio Emanuele II, a sua volta ex convento dei padri cappuccini; il vescovo di Caltanissetta, Monsignor Guttadauro nominò quindi rettore della chiesa il frate cappuccino Angelico Lipani. Egli si prodigò a restaurare la chiesa grazie ai generosi finanziamenti dei conti Testasecca, e in particolare della contessa Maria Adelaide: tra il 1872 e il 1880 la chiesetta venne ingrandita e dotata di un nuovo altare e un nuovo portale in arenaria; fu inoltre acquistato il fercolo dorato, opera dell'artista ennese Gaetano Chiaramonte, che da quel momento servirà per portare in processione il crocifisso il Venerdì Santo.
A partire dal 1881, a seguito delle tragedie in alcune miniere nissene, la chiesa divenne il centro operativo da cui partivano cibo e soccorsi. Sull'onda di questa esperienza, grazie alle elargizioni dei Testasecca, padre Lipani nel 1884 fondò l'istituto Signore della Città, costruito nei locali attigui alla chiesa per ospitare le orfane. Nel 1885 fondò la congregazione delle suore francescane del Signore della Città.
Padre Lipani morì nel 1920, e nel 1947 la sua salma fu traslata sul fianco sinistro della chiesa, custodita all'interno di un monumento opera di Piraino e Averna.

### Storia recente
Tra il 1955 e il 1968 l'altare fu adornato con un mosaico dorato opera dell'artista Bevilacqua. Nel 1957, sotto il terzo rettore Sorce, la chiesa fu elevata a santuario.

## Descrizione
Si trova all'estremità di un'appendice del quartiere San Francesco, affacciata sul vallone del torrente della Difesa. L'edificio è in stile neoclassico; la facciata è in pietra di Sabucina (arenaria) a un ordine, è sormontata da un timpano triangolare ed è affiancata a sinistra dal campanile.
All'interno vi sono custodite due statue, quella di san Francesco, realizzata dai Biancardi nel 1882, e quella di sant'Antonio, proveniente dall'omonima chiesa distrutta per far posto all'ex palazzo delle Poste. Sul fianco sinistro della chiesa si trova un monumento, opera di Piraino e Averna, che dal 1947 custodisce la salma di padre Angelico Lipani.